# Природа новосибирского Академгородка
Приро́да Новосиби́рского Академгородка́ интересна своим непосредственным соседством с человеческим жильем. В непосредственной близости от него располагается также
Центральный сибирский ботанический сад, включающий большую коллекцию растений и имеющий весьма разнообразную фауну.

## Характер местности
Новосибирский Академгородок построен на границе лесостепи и подтайги. С целью создания комфортных условий для населения в его основу был положен метод диффузной застройки, основанный на следующих принципах:
- Жилая часть Академгородка была отделена от Бердского шоссе полосой леса шириной от 400 м до 1 км.
- Проект составлялся так, чтобы минимизировать вырубку деревьев. Некоторые улицы были проложены в обход рощ, были ограничены повороты башенных кранов, чтобы не повредить деревья.
- Застройка жилой части Академгородка производилась гнездами, между которыми оставались обширные нетронутые массивы леса.
- При строительстве рабочей части городка здания располагались в 50-100 м от дорог. Между зданиями сохранялись участки леса или подсаживали новые растения.
- На лесостепных участках, пустырях и площадках были посажены деревья, кустарники или травянистые растения.

### Примечательные места

#### Утиное озеро

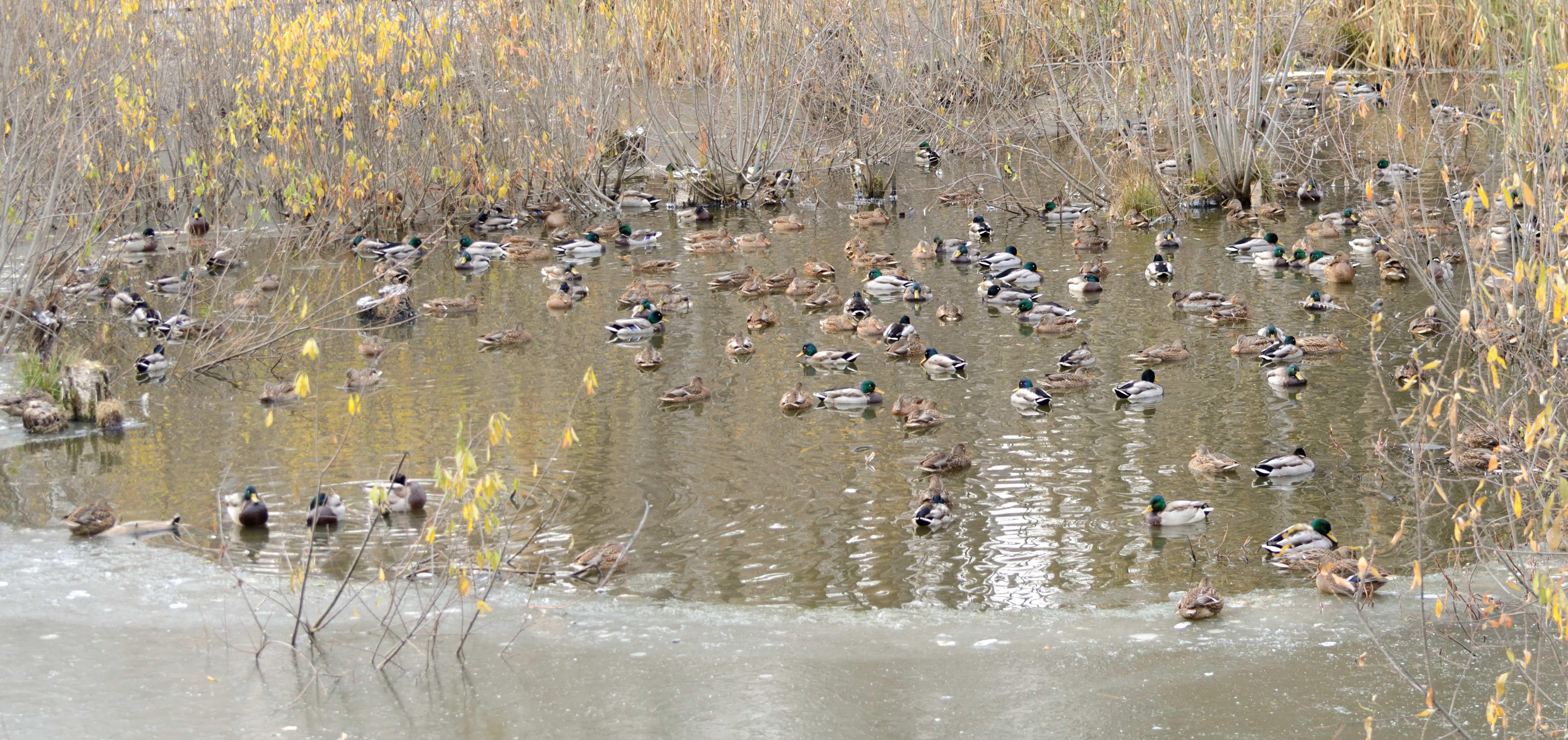
Скопление уток на пруду на ул. Мальцева (Академгородок)

Примечательным местом Академгородка является водоем на углу улиц Золотодолинской и Мальцева. Этот застойный водоем с питанием талой и дождевой водой является местом размножения и кормежки крякв и чирков-свистунков, которые наблюдаются там приблизительно с 2008 г. Летом и осенью 2014 г. водоем был благоустроен: он был оборудован дорожками, смотровой площадкой, местами для сидения, были посажены саженцы деревьев и установлен информационный щит. После благоустройства водоем стал популярным местом для посетителей, которые активно кормят птиц, из за чего скопления уток возросли. Так, 5 октября 2014 г. во время Международных дней наблюдений птиц на водоеме было зафиксировано около 130 крякв.

#### Муравьиный лес
Располагается на нечетной стороне улицы Ильича. На участке леса площадью около 4 га находится около 270 муравейников.

## Животные

### Млекопитающие
Из млекопитающих в окрестностях Академгородка встречаются белки, бурундуки, сурки, прочие грызуны, зайцы, ласки. В водоемах на Зырянке обитают бобры. Наблюдались также следы лисицы и хоря. Встречаются косули. Известны случаи встречи с лосями: так,  24 июня 2014 г. лось был заснят местным жителем в самом Академгородке.

### Птицы
На территории Академгородка и в его окрестностях обитает около 300 видов птиц. Многие из них (большая синица, буроголовая гаичка, поползень, полевой воробей, белая трясогузка, сизый голубь, сорока, серая ворона, деревенская ласточка, чёрный стриж, мухоловка-пеструшка, обыкновенная горихвостка) живут непосредственно в Академгородке и часто встречаются жителям. Некоторые из них (синицы, мухоловки, горихвостки) гнездятся в скворечниках и синичниках, которые в большом количестве развешаны на деревьях и балконах. Голуби часто гнездятся на чердаках. Ласточки и стрижи используют чердаки и различные щели в зданиях. Зимой в городе часто встречаются обыкновенные снегири и свиристели.
В окрестных лесах кроме перечисленных птиц часто встречаются вьюрковые (зяблик, чечевица, чечётка, юрок, зеленушка), длиннохвостая синица, соловьи (обыкновенный соловей, соловей-красношейка, варакушка). Из дятлов встречаются большой и малый пестрые дятлы, белоспинный, черный, седой, трехпалый и вертишейка.
Из крупных птиц наиболее заметен черный коршун — он гнездится в лесу (в частности, на территории ЦСБС) на расстоянии иногда всего лишь нескольких сотен метров от жилья. Часто они парят в поисках добычи над Академгородком, иногда низко над крышами домов. Реже встречается обыкновенный канюк. В лесу гнездятся ястреб-перепелятник и ястреб-тетеревятник. Крупной и заметной лесной птицей является также ворон.
Из ночных птиц для окрестных лесов Академгородка наиболее характерна длиннохвостая неясыть. Известны встречи ушастой совы, мохноногого сыча, бородатой неясыти.
Длиннохвостая неясыть неоднократно наблюдалась на территории самого городка и активно занимает искусственные гнездовья в его окрестностях.
В 2014 г. издательством СО РАН выпущен фотоальбом, посвященный птицам Новосибирского Академгородка, а в 2017 г. — монография, где обобщены практически все данные наблюдений птиц на нынешней территории Академгородка и его окрестностей с 1930-х годов.

### Земноводные
Батрахофауна Академгородка представлена в основном двумя видами — остромордой лягушкой и серой жабой. Известна одна встреча с жабой, напоминающей зеленую, однако точное определение экземпляра по определителю проведено не было, что, учитывая большую вариабельность окраски серой жабы, заставляет усомниться в наличии B. viridis в Академгородке.
Существование в Академгородке хвостатых земноводных не доказано. Имеется сообщение Н. Балацкого о наличии здесь обыкновенного тритона, однако данный вид не был обнаружен прочими исследователями.

### Пресмыкающиеся
Исконная герпетофауна Новосибирского Академгородка была представлена четырьмя видами: прыткой ящерицей, живородящей ящерицей, обыкновенным ужом, обыкновенной гадюкой. Урбанизация, увеличение населения, рост рекреационной нагрузки на прилегающие к Академгородку леса привели к полному вымиранию гадюки, почти полному вымиранию ранее многочисленного ужа (автору известно лишь 2 сообщения о встречах с ним за последние годы), сильному сокращению числа ящериц. Сейчас наибольшая численность рептилий наблюдается на склонах поймы р. Зырянки.